# Агио Пневма (дем Кожани)
Агио Пневма (на гръцки: Άγιο Πνεύμα) е село в Гърция, в дем Кожани, област Западна Македония. Селото е основано в 2001 година и в него има 2 жители. Разположено е край Агиос Димитриос (Топчилар).